# Meteorologiåret 1910

## Händelser

### Januari
- 21 januari - Två dagars regn i Frankrike får Seinefloden att svämma över sina bankar[1].

### Februari
- 27 februari - En lavin skickar massor av snö genom gruvstaden Mace i Idaho, USA vilket kostar minst 11 människors liv, några timmar senare följt av en ny lavin genom staden Burke där ytterligare fem personer dödas. Dagen därpå har fyra laviner till höjt antalet döda till 31 i Shoshone County, Idaho. 100 år senare räknas både Mace och Burke som "spökstäder".[2].

### Mars
- 1 mars - En lavin i USA dödar 96 personer, främst tågresenärer som varit fast sedan 24 februari. Två olika tåg på Great Northern Railway, på väg från Spokane till Seattle, har stannats vid Stevenspasset efter snöstorm. Strax efter klockan 01.00 drar ett våldsamt åskväder igång, och tågen faller ner i en 15 fot djup kanjon.[3]
- 4 mars - En lavin i Kanada blockerar järnvägsspåren i Rogerspasset i British Columbia, och Canadian Pacific Railway skickar ut män för att röja undan hindren. En större lavin begraver då gruppen, och 62 personer dödas.[4]
- 11 mars - En tyfon i Japan slår till mot prefekturerna Chiba och Iraki, och förstör 84 båtar och dödar över 1 100 personer, främst fiskare. Fullständig information når västvärlden tre veckor senare.[5]

### April
- 21 april – En snöstorm härjar i Minnesota, USA lämnar över 6,5 inch snö efter sig i Duluth [6].
- 25 april – 1,5 inch snö faller över Atlanta i Georgia, USA vilket blir stadens senast på vintersäsongen nedtecknade snöfall någonsin [6].

### Juni
- 14 juni-10 september – Duluth i Minnesota, USA upplever delstatens kortaste frostfria säsong någonsin, 87 dagar mot normalt 143.[7].

### Juli
- 12 juli - Det dittills största nederbördfallet någonsin inom 24 timmars tid i Indien inträffar då 838 millimeter (33 inch) faller över Cherrapunji [8].
- 23 juli - Milano, Italien drabbas av en tornado som dödar över 60 personer och orsakar stora skador.[9][9]
- 25 juli - Skyfall över staden Diósd i Ungern gör att floden Donau svämmar över och dödar minst 25 personer.[10]
- 27 juli – Stora hagel faller över Minnesota, USA [11].

### Augusti
- 5 augusti - Översvämningarna i och kring Tokyo, Japan dödar över 1 000 personer, medan 100 000 lämnas hemlösa [12].
- 15 augusti - 800 personer omkommer och 398 000 hus förstörs vid tyfon och översvämning i Japan. (Stilla havets orkanssäsong 1910)  [13].

### Oktober
- 19 oktober - En orkan sveper förbi Kuba och USA.[14]  Inga skador på land rapporteras, däremot sänks ångbåten Crown Prince, med 35 personer ombord.[15]

### November
- 12 november - 83,0 millimeter nederbörd faller över Ryningsnäs, Sverige vilket innebär nytt svenskt dygnsnederbördsrekord för månaden [16].

### December
- 2 december - Tre dagar in på Robert Falcon Scotts expedition från Nya Zeeland till Sydpolen, är skeppet Terra Nova, nära på att sjunka under en orkan.[17]

### Okänt datum
- Den svenske meteorologen Johan Sandström visar att friktionen i luft och vatten inte nödvändigtvis är motriktad rörelsen, som fallet är för fasta ämnen.[18].
- Vid Daltaån inleds mätningar av vattenståndet vid Hammarby[förtydliga] [19].

## Födda
- 19 mars – Jerome Namias, amerikansk meteorolog.
- Okänt datum – David M. Ludlum, amerikansk historiker, meteorolog, entreprenör och författare.

## Avlidna
- 6 maj – Carl Fabian Björling, svensk matematiker och meteorolog.

### Fotnoter
1. ↑  Heather Stimmler-Hall, Paris & Île-de-France, (Windsor, 2004), p16
2. ↑  "DEATH LIST SWELLED TO 31 IN AVALANCHE", Oakland Tribune, March 1, 1910, p1; "Ghost Towns of Idaho" Arkiverad 10 november 2009 hämtat från the Wayback Machine., by Gary C. Speck
3. ↑  Edgar Haine, Railroad Wrecks (Cornwall Books, 1993), p73; Gary Krist, The White Cascade: The Great Northern Railway Disaster and America's Deadliest Avalanche (Henry Holt & Co., 2007); "Snowslides Snuff Out Lives of 59 in Mountain Ranges", Indianapolis Star, March 2, 1910, p1
4. ↑  ”Arkiverade kopian”. Arkiverad från originalet den 12 februari 2010. https://web.archive.org/web/20100212132744/http://www.factualtv.com/documentary/Disasters-of-the-century-Rogers-Pass-Avalanche. Läst 3 januari 2012. Disasters of the century - Rogers Pass Avalanche
5. ↑  "Boats Full of Dead", Nebraska State Journal, April 1, 1910, p1
6. 1 2  ”Arkiverade kopian”. Arkiverad från originalet den 16 juli 2010. https://web.archive.org/web/20100716104244/http://www.climate.umn.edu/pdf/day_in_weather_history/april_wx_history.pdf. Läst 16 februari 2011.
7. ↑  ”Arkiverade kopian”. Arkiverad från originalet den 26 juli 2010. https://web.archive.org/web/20100726102501/http://www.climate.umn.edu/pdf/day_in_weather_history/september_wx_history.pdf. Läst 16 februari 2011.
8. ↑  "Rain wreaks havoc in Mumbai", Tribune of India, June 27, 2005
9. 1 2  "Record of Current Events", The American Monthly Review of Reviews (September 1910), pp289–292
10. ↑  
"Cloudburst Fatal to Twenty-Five", Washington Post, July 27, 1910
11. ↑  ”Arkiverade kopian”. Arkiverad från originalet den 21 juli 2010. https://web.archive.org/web/20100721153842/http://climate.umn.edu/pdf/day_in_weather_history/july_wx_history.pdf. Läst 16 februari 2011.
12. ↑  "1,112 Japanese Drowned", New York Times, August 16, 1910, p2
13. ↑  Faktakalendern 2006, Semic, 2005
14. ↑  "Record of Current Events", The American Monthly Review of Reviews (November 1910), pp544–547
15. ↑  Tom Rubillo, A History of Hurricane Destruction in South Carolina: Hell and High Water (History Press, 2006) p143
16. ↑  SMHI Arkiverad 26 augusti 2010 hämtat från the Wayback Machine.
17. ↑  Elspeth Huxley, Scott of the Antarctic (University of Nebraska Press, 1977) p207
18. ↑  SMHI
19. ↑  SMHI